# Mesanthura spongicola
Mesanthura spongicola är en kräftdjursart som beskrevs av Brian Frederick Kensley och Heard 1991. Mesanthura spongicola ingår i släktet Mesanthura och familjen Anthuridae. Inga underarter finns listade i Catalogue of Life.